# Goro (Italië)

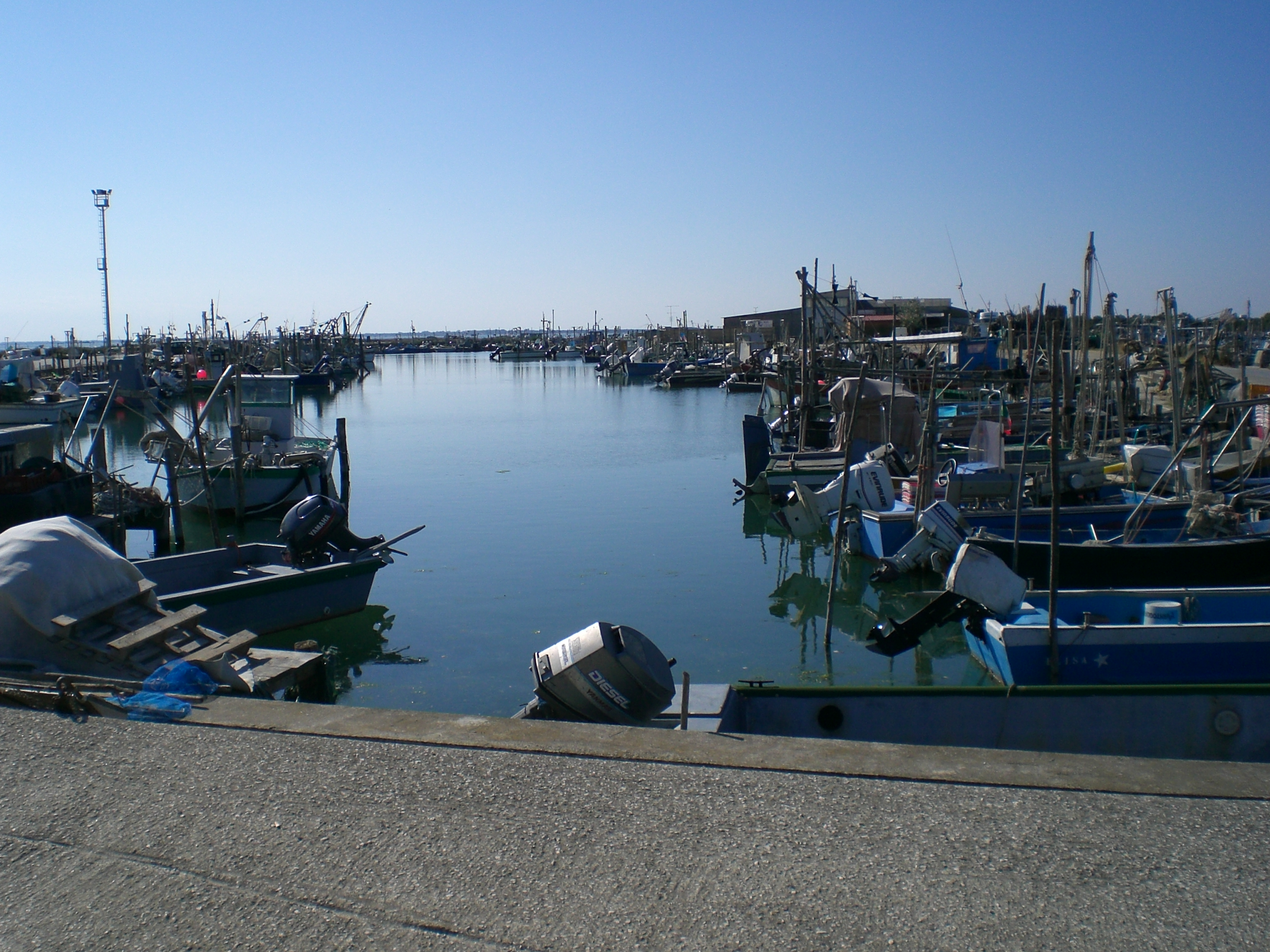
Haven van Gorino

Goro is een gemeente in de Italiaanse provincie Ferrara (regio Emilia-Romagna) en telt 4058 inwoners (31-12-2004). De oppervlakte bedraagt 31,4 km², de bevolkingsdichtheid is 132 inwoners per km².

## Demografie
Goro telt ongeveer 1584 huishoudens. Het aantal inwoners daalde in de periode 1991-2001 met 7,2% volgens cijfers uit de tienjaarlijkse volkstellingen van ISTAT.
| Jaar | Inwoneraantal |
| ---- | ------------- |
| 1991 | 4410          |
| 2001 | 4092          |

## Geografie
De gemeente ligt op ongeveer 1 meter boven zeeniveau.
Goro grenst aan de volgende gemeenten: Ariano nel Polesine (RO), Codigoro, Mesola.

## Geboren in Goro
- Milva (1939-2021), zangeres